# Улица Ташаяк (Казань, несуществующая)
Улица Ташаяк (тат. Ташаяк урамы, Taşayaq uramı) — ныне не существующая улица в Вахитовском районе Казани.

## География
Начинаясь от улицы Баумана, шла параллельно Кремлёвской улице, пересекала Ярмарочную улицу и заканчивалась у Булака.

## История
Местность, на которой находилась улица, была освоена ещё в ханские времена — в этом районе находилась ярмарка Ташаяк (тат. таш аяк — «каменная чаша»), названная так, предположительно, потому, что в центре ярмарки находилась огромная каменная чаша для сбора базарной пошлины. Ярмарка прекращает свою деятельность после захвата Казани русскими в 1552 году и возобновляется в XIX веке под названием «весенняя биржа». Основными предметом торговли на ярмарке была посуда.
В начале XX века эта местность называлась Ярмарочной площадью и относилась к 1-й полицейской части; во второй половине 1920-х годов она была переименована в улицу Ташаяк.
На 1939 год на улице имелось 3 домовладения: №№ 1, 2/10 и 3/5.
В 1950-х—1960-х годах часть улицы была снесена; таким образом улица превратилась в 100-метровый переулок, соединяющий улицу Баумана с Ярмарочной.
В первой половине 2000-х годов все оставшиеся дома на улице были снесены, а улица стала частью Ярмарочной площади. 
В 2005 году имя несуществующей улицы будет присвоено Ново-Кремлёвской улице.

## Примечательные объекты
- № 4/8 — в этом доме находились швейная фабрика «Динамо» (1950—200?) и детприёмник МВД ТАССР.

## Транспорт
По самой улице общественный транспорт не ходил, однако по пересекавшимся с ней улицам ходили трамваи (до конца 1970-х годов), троллейбусы и автобусы. Кроме того, 1940-е годы в районе перекрёстка улиц Ташаяк и Ярмарочная существовало разворотное кольцо трамвайного маршрута № 9.

### Комментарии
1. ↑  МФА: [tɑʂɑˈjaq urɑˈmə]